# Diméthylamine
La diméthylamine, N-méthylméthanamine ou DMA est un composé organique de la famille des amines secondaires. 
Elle est utilisée dans le tannage des cuirs. On l'utilise aussi en fonderie industrielle sous forme gazeuse, elle sert à la réaction des résines utilisées pour la fabrication des noyaux de sable.

## Propriétés
La diméthylamine est une amine secondaire, un dérivé de l'ammoniac substitué par deux groupes méthyle. Elle se présente sous la forme d'un gaz inflammable, incolore, à l'odeur d'ammoniac et de poisson. La diméthylamine est en général utilisée en solution aqueuse à des concentrations allant jusqu'autour de 40 %.
La diméthylamine est une base, et le pKa du cation diméthylammonium CH3-NH2+-CH3 est 10,73, une valeur intermédiaire entre la méthylamine (10,64) et la triméthylamine (9,79).

## Biochimie
La blatte germanique se sert de la diméthylamine comme d’une phéromone, pour communiquer.

## Utilisations
La diméthylamine est généralement commercialisée sous forme de solution aqueuse ou de chlorhydrate, puisque sa température d'ébullition est de 7 °C. Il est cependant très facile de préparer au laboratoire de la diméthylamine pure à partir de son chlorhydrate, par réaction avec l'hydroxyde de potassium ou de sodium et un minimum d'eau. Dans ces conditions, les vapeurs de diméthylamine peuvent être aisément condensées puis séchées avant d'être utilisées dans des conditions anhydres, si nécessaire.